# Matilda a Angliei, Ducesă de Saxonia
Matilda a Angliei (de asemenea numită Maud; 1156 – 28 iunie 1189) a fost fiica cea mare a regelui Henric al II-lea al Angliei și a soției sale, Eleanor de Aquitania. Prin căsătoria cu Henric Leul, ea a devenit Ducesă de Saxonia și Bavaria.
1. 1 2 3 4  Kindred Britain